# Mario Liebers

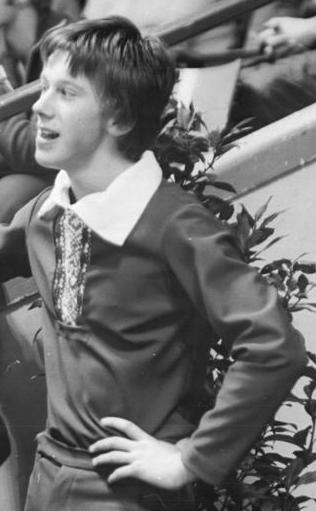
Mario Liebers beim Pokal der Blauen Schwerter 1976

Mario Liebers (* 1. Januar 1960 in Dresden) ist ein ehemaliger deutscher Eiskunstläufer.
Mario Liebers startete für den SC Dynamo Berlin und somit für die DDR. Seine Trainerin war Brigitte Zeller. Er war der erste Deutsche, der im Training einen dreifachen Axel stand.
Mario Liebers ist verheiratet. Seine Frau heißt Kerstin und war Sprinterin beim SC Dynamo Berlin. Das Ehepaar hat zwei Söhne, Martin Liebers und Peter Liebers. Beide Söhne sind Eiskunstläufer.
Mario Liebers ist Zahnarzt in Berlin-Mitte. Er ist auch Eiskunstlaufpreisrichter.

## Erfolge/Ergebnisse
| International              | International | International | International | International | International |
| Wettbewerbe                | 1975–76       | 1976–77       | 1977–78       | 1978–79       | 1979–80       |
| -------------------------- | ------------- | ------------- | ------------- | ------------- | ------------- |
| Weltmeisterschaften        |               |               | 9.            | 14.           | 12.           |
| Europameisterschaften      | 11.           | 8.            | 6.            | 8.            | 7.            |
| Prize of Moscow News       |               |               |               | 3.            |               |
| Pokal der Blauen Schwerter |               | 2.            |               |               |               |
| National                   |               |               |               |               |               |
| DDR-Meisterschaften        | 2.            | 2.            | 2.            | 2.            | 2.            |

| Personendaten    | Personendaten            |
| ---------------- | ------------------------ |
| NAME             | Liebers, Mario           |
| KURZBESCHREIBUNG | deutscher Eiskunstläufer |
| GEBURTSDATUM     | 1. Januar 1960           |
| GEBURTSORT       | Dresden                  |